# Steinþór Freyr Þorsteinsson
Steinþór Freyr Þorsteinsson (Kópavogur, 29 luglio 1985) è un calciatore islandese, centrocampista del Völsungur.

## Carriera

### Club
Þorsteinsson iniziò la carriera con la maglia del Breiðablik. Passò poi allo Stjarnan, doe fu nominato miglior calciatore delle prime sette giornate del campionato islandese sia nel 2009 che nel 2010.
Giocò poi per gli svedesi dello Örgryte. Il 31 marzo 2011 firmò un contratto annuale con i norvegesi del Sandnes Ulf. Esordì nell'Adeccoligaen il 10 aprile, quando subentrò a Lennox Kanu nella sconfitta per 4-2 contro lo Strømmen. Nelle prime 9 partite stagionali per il club, si guadagnò 6 calci di rigore. Il 31 luglio realizzò la prima rete in campionato, nel successo per 2-0 sull'Alta. Il 26 settembre 2012, fu protagonista di una piccola zuffa con il compagno di squadra Marius Helle, durante un allenamento. I due furono separati dagli altri giocatori.
Il 22 novembre 2013, firmò un contratto con il Viking, valido a partire dal 1º gennaio 2014. Il 12 febbraio 2016 è tornato al Sandnes Ulf con la formula del prestito.

### Nazionale
Dal 2009, giocò 7 incontri per l'Islanda.